# 尼代尔维莱尔
尼代尔维莱尔（法語：Niderviller，法語發音：[nidɛʁvilɛʁ]）是法国摩泽尔省的一个市镇，属于萨尔堡-萨兰堡区。尼代尔维莱尔以其陶器厂而闻名

## 地理
尼代尔维莱尔（48°42'46"N, 7°6'29"E）面积10.78 平方千米，位于法国大東部大區摩泽尔省，该省份为法国东北部内陆省份，是洛林的一部分，西南接默尔特-摩泽尔省，东临下莱茵省，北与卢森堡和德国接壤。
与尼代尔维莱尔接壤的市镇（或旧市镇、城区）包括：布鲁代尔多夫、比勒洛林、贡茨维莱尔、奥马尔坦、普莱讷德瓦尔什、雷丹、什内肯比什。
尼代尔维莱尔的时区为UTC+01:00、UTC+02:00（夏令时）。

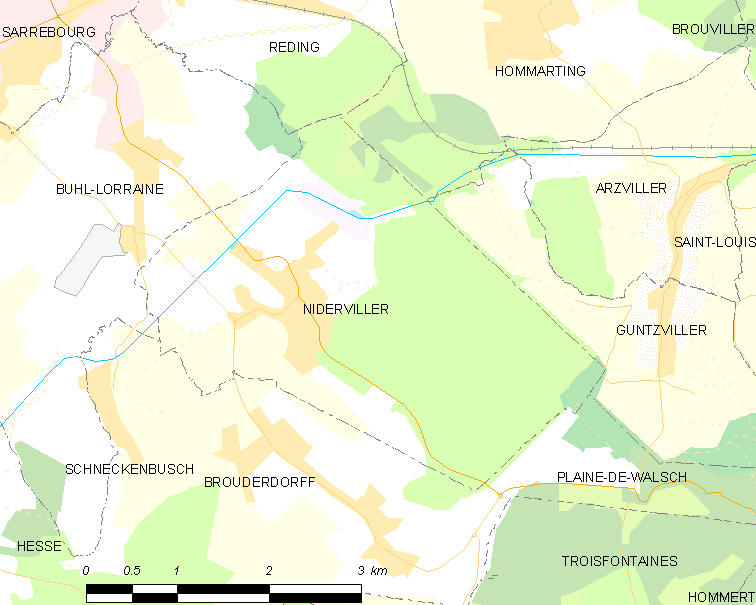
尼代尔维莱尔的OSM定位图

## 行政
尼代尔维莱尔的邮政编码为57565，INSEE市镇编码为57505。

## 政治
尼代尔维莱尔所属的省级选区为法尔斯堡县。

## 人口

1962-2008年间尼代尔维莱尔人口变化图示

尼代尔维莱尔于2022年1月1日时的人口数量为1152人。